# Albert Bonnier
För andra betydelser, se Albert Bonnier (olika betydelser).
Albert Bonnier, född 21 oktober 1820 i Köpenhamn, död 26 juli 1900 i Stockholm, var en svensk förläggare och grundare av Albert Bonniers förlag.

## Biografi
Albert Bonniers far Gerhard Bonnier kom till Köpenhamn 1801 och startade ett lånebibliotek, en bokhandel och ett bokförlag. Hans affärer växte snabbt men i slutet av 1810-talet fick han ekonomiska problem. 1827 beslutade familjen att skicka den äldste av de nio barnen, Adolf Bonnier, till Sverige. Efter några år i Göteborg slog han sig ned i Stockholm och öppnade bokhandel och förlag. Affärerna blev snabbt en framgång och hösten 1835 tog han dit sin 14-årige bror Albert Bonnier. Albert fick snabbt hjälpa till med bokhandeln och 1837 startade han ett eget förlag, "Förlagsbyrån", och gav ut sin första bok, Bevis att Napoleon aldrig har existerat. 1839 gav han ut en årsbok, ett teaterstycke, en handbok i etikett, en bok med operasånger samt en ABC-bok.
1841 skickades Albert på utlandsresa för att arbeta i olika boklådor i Leipzig, Wien och Pest under två års tid. När han återkom till Sverige sysslade han med utgivning av skönlitteratur i form av kända titlar som publicerades i häften veckovis, "Den europeiska följetongen. Nytt romanbibliothek" och lyckades konkurrera ut Lars Johan Hierta i kampen om kända utländska författare. Med den årliga "Svea folk-Kalender" som innehöll korta noveller och berättelser av kända författare fick han kontakt med författare som August Blanche, Fredrika Bremer och Emilie Flygare-Carlén.
Framgångarna gjorde att han 1856 hade råd att köpa Hörbergs Tryckeri på Riddarholmen. I takt med att bokläsandet i Sverige ökade från 1850-talet och framåt kunde han också satsa mer på skönlitteratur och knöt till sig författare som Zacharias Topelius, Viktor Rydberg, Frans Hedberg och Elias Sehlstedt. Vid sidan av skönlitteraturen gav han också ut fackböcker som Handelskalendern och Adelskalendern, resehandböcker, Stanleys Huru jag fann Livingstone och Genom de svartes verldsdel, läkarböcker, grammatikböcker och flickböcker som Alcotts En krona bland flickor.
1865 flyttades förlagets lokaler till dåvarande Ålandsgatan 15-17 (nuvarande Mäster Samuelsgatan). I ett hus på tre våningar höll både förlag och tryckeri till. När Dagens Nyheter började publiceras 1864 trycktes tidningen där. Albert tackade först nej till att köpa aktier men efterhand, från 1874, köpte han småposter. Han satt också i styrelsen för Aftonbladet.
Albert bodde inneboende hos sin bror Adolf fram till 30-årsåldern. 1854, vid 34 års ålder, gifte han sig med Betty Rubenson och tillsammans fick de tre barn, Jenny (1855), Karl Otto (1856) samt Eva (1857). Efter hustrun Bettys bortgång 1888 skaffade han sig en fästmö som var mycket yngre, Ebba Herván, född 1860. Hon födde honom två söner, Albert Nikolaus (1890) och Sven Albert (1894).
1886 blev hans son Karl Otto delägare i företaget och tillsammans fortsatte de att satsa på svenska författare. Förlaget gav ut August Strindbergs Från Fjerdingen och Svartbäcken 1877. Hans Röda rummet utkom på annat förlag och innehöll bland annat den girige förläggaren Smith som uppenbart är en karikatyr på Adolf Bonnier. Förlaget ville ändå ge ut Strindberg och 1884 publicerades Giftas. Den boken är ett frontalangrepp mot det mesta i det oscarianska samhället och Strindberg åtalades för hädelse. Eftersom Strindberg var bosatt i Schweiz och inte ville återvända till Sverige fanns det en möjlighet att Albert skulle få ta det juridiska ansvaret och möjligtvis dömas till fängelse. Karl Otto reste dock till Genève och lyckades övertala Strindberg att komma till Sverige för rättegången. Vid rättegången på hösten 1884 frikändes Strindberg men Albert och förlaget utsattes för en enorm kritik för att tjäna pengar på sådan litteratur. Kritikerna missade inte att påminna om Alberts judiska bakgrund.
Karl Otto knöt svenska författare som Verner von Heidenstam och Gustaf Fröding till förlaget. Albert hade svårt för den moderna litteraturen och föredrog Topelius och Viktor Rydberg. 1876 lät han den då 23-årige Carl Larsson illustrera Topelius Fältskärns berättelser och 1887 gav han ut den 22-årige Sven Hedins första bok om dennes resa genom Persien. 1896 hamnade förlaget i blåsväder igen när Frödings dikt En morgondröm åtalades för brott mot tryckfriheten. Alla exemplar till försäljning beslagtogs av polisen men vid rättegången friades Fröding.
På vintern-våren 1900 drabbades Albert av cancer och dog som ägare till Sveriges näst största förlag och med en förmögenhet på 3,5 miljoner kronor.
Albert Bonnier är begravd på Norra begravningsplatsen i Stockholm.

### Skrifter
- Gedin, Per (2003). Litteraturens örtagårdsmästare: Karl Otto Bonnier och hans tid. Stockholm: Albert Bonniers förlag. sid. 31–62. ISBN 91-0-010076-5
- Bonnier.se - historia